# Repušnica
Repušnica is een plaats in de gemeente Kutina in de Kroatische provincie Sisak-Moslavina. De plaats telt 1946 inwoners (2001).